# Wiard von Uphusen
Wiard von Uphusen (* um 1407; † 1461) war ein ostfriesischer Häuptling, der im zweiten Viertel des 15. Jahrhunderts lebte und wirkte. Er herrschte über ein beträchtliches Gebiet, das insgesamt zwölf Kirchspiele umfasste. Zu seinem Herrschaftsbereich gehörten neben seinem Stammsitz Up- und Wolthusen auch Groß- und Kleinfaldern, Borssum, Jarßum sowie zeitweise und anteilig auch Oldersum. In Uphusen soll er den Neubau der Kirche veranlasst haben. Im Chor hängen zwei kunstvoll geschnitzte Wappen seiner Familie und sein Grabstein soll im Fußboden liegen.
Wiard galt nach der Vertreibung Focko Ukenas (1431) als einer der reichsten und mächtigsten Häuptlinge der Region und in den Auseinandersetzungen der ostfriesischen Häuptlinge als treuer Anhänger der Cirksena. An diese trat er Faldern ab und erhielt dafür von Ulrich Cirksena den Burgbesitz von Jarssum und Widdelswehr.
Nach seinem Tod teilten seine Erben sein Herrschaftsgebiet auf.